# Giorgio Caproni
Pour les articles homonymes, voir Caproni (homonymie).
Pour le groupe industriel, voir Caproni.
Giorgio Caproni (né le 7 janvier 1912 à Livourne - mort le 22 janvier 1990 à Rome) est un écrivain et poète italien.

## Biographie
Avec Mario Luzi, Vittorio Sereni, Attilio Bertolucci et Piero Bigongiari, Giorgio Caproni appartient à ce que l'on a appelé la « troisième génération » poétique italienne, qui regroupe des écrivains nés dans les années qui précèdent immédiatement la Première Guerre mondiale.
Giorgio Caproni était apprécié pour son vers bref et dense :
Ma mère montait, lente

Comme une grande pierre

Qui en silence se lézarde.
Après la Seconde Guerre mondiale, Giorgio Caproni sera classé – avec des écrivains comme Cesare Pavese et Alberto Moravia – parmi les auteurs « néoréalistes ».

## Œuvres

### En français
- Le Mur de la terre, cinquante ans de poésie (anthologie), traduction d'André Frénaud, Philippe Renard et Bernard Simeone, éd. Maurice Nadeau, Paris, 1975.
- Le Mur de la terre - 1964-1975, traduction de Philippe Di Meo, éd. Atelier La Feugraie, Collection « L'Allure du chemin », 2002.
- Le Gel du matin (Il labirinto, Il gelo della mattina), nouvelles, traduction de Bernard Simeone, éd. Verdier, 1985.
- Le Comte de Kevenhüller (Il conte di Kevenhüller), poésie, traduction de Philippe Renard et Bernard Simeone, éd. Maurice Nadeau, Paris, 1986.
- Le Franc-Tireur (Il franco cacciatore), poésie, traduction de Philippe Di Meo, Champ Vallon, Seyssel, 1989.
- Allegretto con brio, poèmes, traduction de Philippe Di Meo, Fourbis, Paris (1990)
- Poèmes, traduction de Philippe Renard et Bernard Simeone dans Anthologie bilingue de la poésie italienne, sous la direction de Danielle Boillet, Gallimard « bibliothèque de la Pléiade », Paris, 1994.
- Cartes postales d’un voyage en Pologne, traduction de Philippe Lacoue-Labarthe et Federico Nicolao, William Blake & Co, 2004.
- Aéroport des hirondelles et autres cartes postales, traduction de Giovanni Angelini, Parole donnée éditions, 2012.
- L'Œuvre poétique (présentation, traduction et notes d'Isabelle Lavergne et Jean-Yves Masson).

#### En français
- Philippe Renard, Giorgio Caproni, en deçà du mur, préface à Le Mur de la terre, éd. Maurice Nadeau, Paris, 1985.
- Bernard Simeone, Giorgio Caproni, voyage au long du mur, préface à Le Mur de la terre, éd. Maurice Nadeau, Paris, 1985.
- Philippe Renard et Bernard Simeone, préface à Le Comte de Kevenhüller, éd. Maurice Nadeau, Paris, 1986.
- Philippe Di Meo, Vers des lieux non juridictionnels, postface à Le Franc-Tireur, Champ Vallon, Seyssel, 1989.
- Philippe Renard, Giorgio Caproni dans Le Nouveau Dictionnaire des Auteurs, Laffont-Bompiani, Paris, 1994.
- Philippe Renard, articles sur Le Comte de Kevenhüller, Le Mur de la terre et La Semence des pleurs dans Le Nouveau Dictionnaire des œuvres, Laffont-Bompiani, Paris, 1994.
- Riccardo Pineri, « Aux sources du vent », critique de Giorgio Caproni (1912-1990) (Le mur de la terre, Le Comte de Kevenhuller, Le franc-tireur, Allegretto con brio), dans la revue Critique, no 526, mars 1991.
- Iris Chionne, Le Musicien en vers : la poésie de Giorgio Caproni (1912-1990), Paris, Presses de l'université Paris-Sorbonne, 2013.

#### En italien
- Pier Vincenzo Mengaldo, Giorgio Caproni dans Poeti italiani del Novecento, Mondadori, Milan, 1978
- Antonio Barbuto, Giorgio Caproni, Éditions de l’Ateneo, Rome, 1980
- Antonio Iacopetta, Giorgio Caproni, Miti e poesia, Bonacci, Rome, 1981
- Luigi Surdich, Giorgio Caproni, Un ritratto, présentation d'Antonio Tabucchi, Costa & Nolan, Gênes, 1990
- Adelei Dei, Giorgio Caproni, Mursia, Milan, 1992
- Biancamaria Frabotta, Giorgio Caproni, Il poeta del disincanto, Officina edizioni, Rome, 1993
- Pier Vincenzo Mengaldo, préface à L’Opera in versi, Mondadori et Meridiani, Milan, 1998